# Zagrađe (miasto Zaječar)
Zagrađe (cyr. Заграђе) – wieś w Serbii, w okręgu zajeczarskim, w mieście Zaječar. W 2011 roku liczyła 167 mieszkańców.